# Clayton (Contea di Crawford, Wisconsin)
Clayton è un comune degli Stati Uniti, situato in Wisconsin, nella Contea di Crawford.